# Franco Causio
Franco Causio, född 1 februari 1949 i Lecce, Italien, är en före detta professionell fotbollsspelare.
Franco Causio var en mittfältare/ytter som tillbringade större delen av sin karriär i Juventus där han spelade över 300 ligamatcher. Han spelade även i Udinese, Inter och Lecce. Causio blev världsmästare med Italien 1982.

## Biografi
Causio föddes i Lecce och kom som 17-åring till Juventus men lånades ut efter två år för att få speltid till Serie B-klubbarna Reggina och Palermo. 1970 kom han tillbaka till Turin och blev en del i Juventus storlag med spelare som Roberto Bettega, Marco Tardelli, Dino Zoff, Gaetano Scirea och Antonio Cabrini som vann sex italienska mästerskap och Uefacupen. Causio fick smeknamnet Baronen för sin spelstil och bildade sätt. 
Causio spelade 63 landskamper för Italien mellan 1972 och 1983. Han var med i tre VM-turneringar (1974, 1978 och 1982). Tillsammans med Paolo Rossi och Roberto Bettega bildade Causio en av turneringens bästa anfall när Italien kom på en fjärdeplats i VM 1978. Causio var inte ordinarie i VM-laget 1982 men gavs äran av Enzo Bearzot att göra ett inhopp i slutminuterna av VM-finalen 1982 då Italien blev världsmästare.
År 1981 gick Causio till Udinese där han spelade fram till 1984. Han avslutade karriären i Triestina som 39-åring.

## Meriter
- Italiensk mästare 1972, 1973, 1975, 1977, 1978, 1981
- Italienska cupen 1979
- Uefacupen 1977
- 63 landskamper/6 mål
  - VM 1974, 1978, 1982
  - VM-guld 1982
  - EM 1980